# Covilhã e Canhoso
Covilhã e Canhoso (oficialmente: União das Freguesias de Covilhã e Canhoso) é uma freguesia portuguesa do município da Covilhã, com 25,95 km² de área e 18 220 habitantes (censo de 2021). A sua densidade populacional é 702,1 hab./km².

## História
Foi constituída em 2013, no âmbito de uma reforma administrativa nacional, pela agregação das antigas freguesias de Conceição, Santa Maria, São Martinho, São Pedro e Canhoso e tem a sede em Covilhã (Conceição).

## Demografia
A população registada nos censos foi:
| Distribuição da População por Grupos Etários | Distribuição da População por Grupos Etários | Distribuição da População por Grupos Etários | Distribuição da População por Grupos Etários | Distribuição da População por Grupos Etários | Distribuição da População por Grupos Etários |
| -------------------------------------------- | -------------------------------------------- | -------------------------------------------- | -------------------------------------------- | -------------------------------------------- | -------------------------------------------- |
| Antes da agregação                           |                                              |                                              |                                              |                                              |                                              |
| Ano                                          | 0-14 anos                                    | 15-24 anos                                   | 25-64 anos                                   | >= 65 anos                                   | Total                                        |
| 2001                                         | 2521                                         | 2669                                         | 10687                                        | 3563                                         | 19440                                        |
| 2011                                         | 2367                                         | 1805                                         | 10514                                        | 4336                                         | 19022                                        |
| Após a agregação                             |                                              |                                              |                                              |                                              |                                              |
| Ano                                          | 0-14 anos                                    | 15-24 anos                                   | 25-64 anos                                   | >= 65 anos                                   | Total                                        |
| 2021                                         | 1985                                         | 1889                                         | 9401                                         | 4945                                         | 18220                                        |